# Efesias
En la Antigua Grecia, las Efesias (griego antiguo τὰ Ἐφέσια/ta Ephésia) eran unas festividades que reunían al conjunto de polis de Jonia para celebrar juegos deportivos y musicales. 
Originalmente, las ceremonias se desarrollaban en el Panjonio, literalmente el «santuario de todos los jonios», consagrado a Poseidón Heliconio y recibían el nombre de Panjonias, antes de ser trasladadas a Éfeso a comienzos del siglo IV a. C. Tenían lugar durante el mes de Artemision, consagrado a Artemisa, y daba lugar a una tregua comparable a la tregua olímpica, combinado con el derecho de asilo. Es probable que tuvieran una base anual; la mención de «pequeñas» y de «grandes» Efesias, sugiere que eran organizadas con una magnificencia particular cada cuatro años.
Comprendían pruebas hípicas, gimnásticas y musicales: una prueba de lucha, una carrera de fondo (δολιχός/dolikhós), un concurso de aulos, de cítara, y de composición coral están sobre todo atestiguadas.
Tucídides habla de ceremonias de primera importancia, que reunían a todos los jonios de Asia Menor y de Grecia; precisa que las mujeres y los niños podían asistir. Dionisio de Halicarnaso las compara a las festividades en honor de Apolo que congregaban a los dorios en el promontorio del Triopio. Parece que las Efesias perdieron importancia después de la conquista romana. Aquiles Tacio describe las fiestas desarrollándose de noche, a las que podían asistir las jóvenes, incluso esclavos, pero no las mujeres casadas.